# پرتوی از قرآن
پرتوی از قرآن نام یکی از تفاسیر قرآن به قلم محمود طالقانی است. این تفسیر شش جلدی و ناتمام طی سال‌های ۱۳۴۱ تا ۱۳۵۷ فراهم آمده و به تدریج (۱۳۴۲ – ۱۳۶۰) منتشر شده است.

## مؤلف
سید محمود طالقانی فرزند سید ابوالحسن حسینی طالقانی ۱۳ اسفند سال ۱۲۸۹ در گلیرد طالقان به دنیا آمد. پس از خواندان دروس مقدماتی نزد پدرش ابتدا به قم رفت و سپس نجف رفت ولی دوباره به قم بازگشت. از سال ۱۳۱۸ تا زمان فوتش بجز ایامی که در زندان بود جلسات تفسیر قرآن داشت که ابتدا در منازل برگزار می‌شد و بعد از مدتی در مسجد هدایت تهران برگزار می‌شود. از سال ۱۳۳۰ در مبارزات علیه حکومت پهلوی حضور داشت و در مخالفت با دولت اسرائیل در کنفرانس‌های اسلامی از جمله موتمر شعوب المسلمین در کراچی سال۱۳۳۱ و موتمر اسلامی قدس در سال۱۳۳۸ و موتمر اسلامی قاهره در سال۱۳۴۰ شرکت کرده بود. وی اولین امام جمعه تهران پس از انقلاب ۱۳۵۷، عضو شورای بررسی قانون اسلامی و عضو مجلس خبرگان قانون اساسی بود. وی سرانجام در ۱۹ شهریور ۱۳۵۸ درگذشت و در بهشت زهرای تهران به خاک سپرده شد.

## نگارش
مفسر  این تفسیر را در طی سالیانی که در زندان بوده با نگاهی نو و آزاد اندیشی می نویسد. 

## روش شناسی
طالقانی در مقدمه کتابش شیوه خود را چنین بیان کرده که ابتدا ترجمه آیات را آورده سپس معانی مترادف و ریشه آنها را بیان میکند. در بعضی موارد احادیث مرتبط و نظر مفسران دیگر را نیز اورده و سپس آنچه بر فکر و ذهن مفسر از آیات می رسد تفسیر میکند. 

## چاپ
در مهر ۱۳۹۸، کتاب «پرتوی از قرآن» توسط محمدرضا دین‌پرور، ویرایش ویژه و تلخیص و با تقریظ بهاءالدین خرمشاهی و مقدمه‌ٔ محمدمهدی جعفری توسط انتشارات قدیانی منتشر شد.